# Magnus Saugstrup
Magnus Saugstrup Jensen, né le 12 juillet 1996 à Aalborg, est un handballeur international danois qui évolue au poste de pivot.

## Palmarès

### En club
Compétitions internationales
- Vainqueur de la Ligue des champions (C1) (1) : 2023
- Finaliste de la Ligue européenne (C3) (1) : 2022
- Vainqueur de la Coupe du monde des clubs (3) : 2021 (en), 2022, 2023 (en)

Compétitions nationales
- Vainqueur du Championnat du Danemark (4) : 2017, 2019, 2020, 2021
- Vainqueur de la Coupe du Danemark (1) : 2018
- Vainqueur de la Supercoupe du Danemark (2) : 2019, 2020
- Vainqueur du Championnat d'Allemagne (1) : 2022, 2024
- Vainqueur de la Coupe d'Allemagne (1) : 2024

### En équipe nationale
Jeux olympiques
- Médaille d'argent aux Jeux olympiques de 2020 à Tokyo,  Japon
- Médaille d'or aux Jeux olympiques de 2024

Championnats du monde
- Médaille d'or au Championnat du monde 2021
- Médaille d'or  au Championnat du monde 2023
- Médaille d'or  au Championnat du monde 2025

Championnats d'Europe
- 13e place au championnat d'Europe 2020
- Médaille de bronze au Championnat d'Europe 2022
- Médaille d'argent au Championnat d'Europe 2024

Autres
- Médaille d'argent au Championnat du monde junior 2015

### Distinctions individuelles
- élu meilleur défenseur du championnat d'Europe 2024